# Retrato de Dona Leopoldina de Habsburgo e seus filhos
Retrato de Dona Leopoldina de Habsburgo e seus filhos é uma pintura de Domenico Failutti. A data de criação é 1921. A obra é do gênero pintura histórica. Está localizada em Museu do Ipiranga, normalmente exposta ao lado de Independência ou morte, de Pedro Américo. A obra foi uma encomenda de Afonso d'Escragnolle Taunay. Retrata Maria Leopoldina de Áustria, Pedro II do Brasil, Francisca de Bragança, Paula Mariana de Bragança, Maria II de Portugal, Januária Maria de Bragança.

## Descrição
A obra foi produzida com tinta a óleo. Suas medidas são: 233 centímetros de altura e 133 centímetros de largura. Faz parte da Coleção do Fundo Museu Paulista, com o número de inventário é 11954400000000.
O quadro retrata a imperatriz Leopoldina e seus filhos. No colo, está o futuro imperador brasileiro, Pedro II. Na esquerda, de baixo para cima, estão: Paula, Januária e Francisca de Bragança; na direita, está Maria, futura rainha de Portugal. A imperatriz e seus filhos, com roupas formais, estão em um ambiente doméstico, num local luxuoso.

## Contexto
Retrato de Dona Leopoldina de Habsburgo e seus filhos foi uma encomenda do então diretor do Museu Paulista, Afonso d'Escragnolle Taunay, no contexto da formação do acervo para o centenário da Independência do Brasil. O primeiro retratista com quem Taunay tratou da encomenda, em 1920, foi Rodolfo Amoedo, que inicialmente aceitou, mas depois desistiu do trabalho.
Foi possivelmente a partir da relação com Oscar Pereira da Silva que Taunay conheceu Failutti e lhe encomendou o quadro. Apesar de ter realizado alguns retratos para a elite argentina e uruguaia, Failutti era relativamente pouco conhecido no Brasil quando Taunay lhe fez a encomenda. O pintor, de acordo com correspondência com o diretor do museu, dispôs-se a diminuir seu pagamento para a realização do retrato da imperatriz, um trabalho que considerou uma "honra".
Em suas encomendas, e possivelmente no caso do retrato de Leopoldina, Taunay costumava indicar que os pintores não devessem realizar interpretações, mas seguir um projeto de documentação da história brasileira. Apesar de aparentemente pretender documentar a vida familiar da família real, a cena retratada por Failutti não foi posada, mas imaginada a partir de orientações de Taunay, que assim projetou a obra:
| “ | O quadro é grande e imagino colocar a Imperatriz tendo em seus braços o futuro Pedro II, sentada e cercada por suas quatro filhas [...] Maria II, as princesas Januária, Francisca e Paula. [...] Quero fornecer uma imagem tão precisa quanto possível. Assim, representando a Imperatriz em 1826, precisa-se de uma efígie de sua Alteza Pedro II aos dez meses, de sua Alteza Maria II aos 7 anos, de sua Alteza Januária aos 4, de sua Alteza Francisca aos 2 anos, de sua Alteza Paula aos 3 anos e meio. Claro, será muito difícil obter esses retratos com esse rigor e essa cronologia | ” |

## Análise

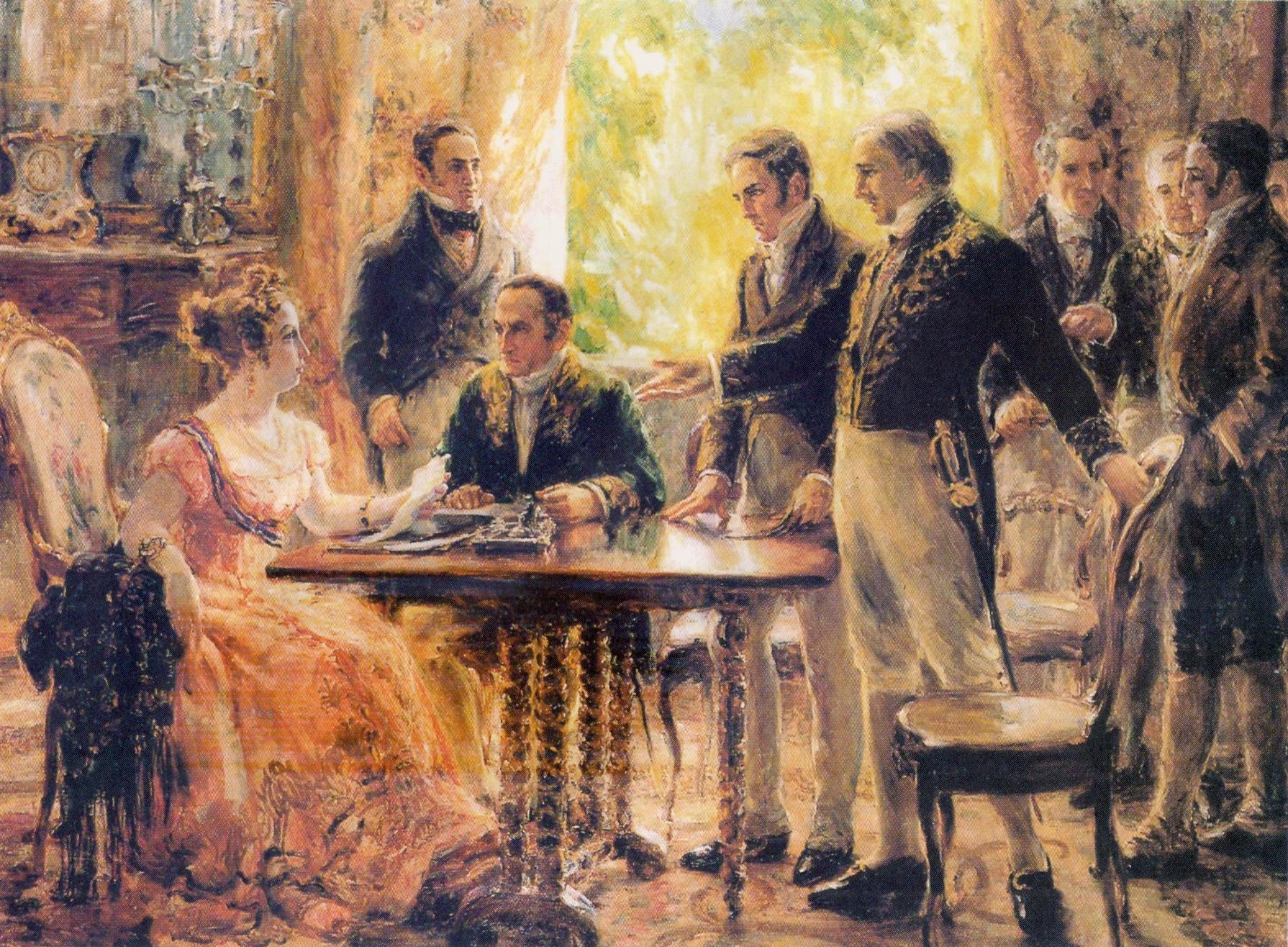
Sessão do Conselho do Estado, de Georgina de Albuquerque, que retrata a imperatriz Leopoldina como protagonista da política de sua época.

A intenção de Taunay na encomenda do quadro era supostamente diminuir o papel da imperatriz na história da formação brasileira, vista então como tendo apenas a função de "genitora". Essa visão de Leopoldina contrasta, por exemplo, com a pintura Sessão do Conselho do Estado, de Georgina de Albuquerque, finalizada em 1922. Nesse quadro, a imperatriz assume um papel de liderança no processo político de sua época, sendo retratada numa reunião oficial do Conselho de Estado.